# Исторически музей (Чипровци)
Историческият музей в Чипровци, България се намира на централния площад в града.

## История
Началото на музейното дело в Чипровци е поставено през 1968 година, когато се честват 280 години от Чипровското въстание. Към читалище „Пробуда“ се създават се две музейни сбирки – историческа и художествена. През 1979 година Окръжна дирекция „Културно наследство“ в град Михайловград (дн. Монтана) предлага да бъде открит специализиран музей за миналото на Чипровци. Години по-късно, по повод предстоящото честване на 300-годишнината от Чипровското въстание, с Решение от 20 май 1986 г. се обявява създаването на Исторически музей – Чипровци.

## Експозиция
Включва разделите:
- „Чипровският металодобив“
- „Чипровска златарска школа“
- „Чипровци през ХVІІ век“
- „Килимена зала“
- „Възрожденско изкуство“

### Етнографската експозиция
Етнографската експозиция на музея днес се помещава в Катеринината къща, където е и единствената в България жива колекция с растения за багрене на вълната за килимите. В Пунковата къща се разполагат временни изложби.

## Туризъм
- Музеят е под номер 69 в стоте национални туристически обекта на Българския туристически съюз, печатът е на касата.